# Церква Святого Василія (Угільня)
Церква Святого Василія із дзвіницею в с. Угільня — храмовий комплекс із дерев'яної церкви та дзвіниці в селі Угільня Стрийського району Львівської області України. Церква із дзвіницею були зведені у 1781 році, мали статус пам'яток архітектури місцевого значення (охоронні №№ 2055/1-м та 2055/2-м відповідно), церква згоріла в 2009 році.

## Історія
Дерев'яну церкву із дзвіницею збудували 1781 року та присвятили святому Василію Великому. За деякими даними, цю церкву 1781 року перенесли з іншого місця, а перша документальна згадка про неї датована 1578 роком.
Церква в Угільні була дочірньою церкві Стрітення Господнього в селі Дідушичі та підпорядковувалася Болехівському деканату Львівської архієпархії греко-католицької церкви. При церкві діяли читальня «Просвіти», відділення товариства «Сокіл» та однокласна, пізніше — п'ятикласна, після 1924 року — двокласна школа. Парафія церкви в 1909 році нараховувала 727 особи, у 1914 році — 690 осіб, у 1933 році — 702 особи. У 1930 році церкву відремонтували.
За радянської влади, у 1961—1989 роках церква не діяла, лише проводилися недільні служби. У 1989 році богослужіння в церкві відновили, саму церковну будівлю відремонтували. У 2002 році неподалік від старої церкви почали будувати новий, мурований храм за проектом архітектора Євстахія Федоришина, уродженця Угільні.
19 квітня 2009 року, на Великдень, стара дерев'яна церква згоріла вщент, дзвіницю пожежникам вдалося врятувати. Офіційною причиною пожежі назвали коротке замикання електромережі, за свідченням мешканців села проблеми із електропроводкою в церкві спостерігалися вже давно. На місці згорілої церкви парафіяни звели невелику каплицю для богослужінь та продовжили будівництво нової церкви, яке завершили наприкінці 2017 року. 14 січня 2018 року в селі освятили новозбудовану церкву святого Василія.
Пожежа, яка знищила історичну дерев'яну церкву в Угільні, спонукала депутатів Львівської обласної ради виділити кошти на протипожежні заходи для дерев'яних церков області.

## Опис
Стара дерев'яна церква святого Василія була тризрубною, одноверхою, орієнтованою вівтарем на північний схід. Нава завершена низьким світловим восьмериком, вкритим шатровим дахом із цибулястою маківкою. Бабинець видовжений, до вівтаря з північного заходу прибудована захристія. Бабинець і вівтарна частина вкриті двосхилими дахами, увінчаними маківками, подібними за формою до маківки нави. Стіни шальовані вертикально дошками, вікна невеликі. Будівлю церкви оточувало піддашшя. Біля церкви стояла дерев'яна двоярусна, квадратна у плані дзвіниця, вкрита пірамідальним дахом.